# Hårlev Sogn
Hårlev Sogn er et sogn i Tryggevælde Provsti (Roskilde Stift).
I 1800-tallet var Himlingøje Sogn anneks til Hårlev Sogn. Begge sogne hørte til Bjæverskov Herred i Præstø Amt. Hårlev-Himlingøje sognekommune var i 1962 med i den frivillige kommunesammenlægning, som ved kommunalreformen i 1970 blev til Vallø Kommune. Den indgik ved strukturreformen i 2007 i Stevns Kommune.
I Hårlev Sogn ligger Hårlev Kirke.
I sognet findes følgende autoriserede stednavne:
- Ammerup (bebyggelse, ejerlav)
- Hårlev (bebyggelse, ejerlav)
- Hårlev (ejerlav)
- Hårlev Overdrev (bebyggelse)
- Lille Linde (bebyggelse, ejerlav)
- Lille Tårnby (bebyggelse, ejerlav)
- Lystrup (bebyggelse, ejerlav)
- Præstemarken (bebyggelse)